# Aida
Aida é uma ópera em quatro atos, com música de Giuseppe Verdi e libreto de Antonio Ghislanzoni. Sua estreia mundial aconteceu na Casa da Ópera,  no Cairo, em 24 de dezembro de 1871. Aida foi composta por encomenda do governo egípcio para comemorar a inauguração do canal de Suez, fato que ocorreu em 17 de novembro de 1869. Sua estreia, no entanto, ocorreu com 2 anos de atraso por atrasos na composição e dificuldades de locomoção na Europa devido à Guerra Franco-Prussiana.

## Personagens
| Aida, (escrava e rainha etíope, Na Etiópia era princesa, apaixonada por Radamés)       | soprano lírico-dramático |
| Radamés, (general egípcio, apesar de ser prometido a Amnéris está apaixonado por Aida) | tenor dramático          |
| Amnéris, (filha do faraó, rival de Aida pelo coração de Radamés)                       | mezzo-soprano            |
| Amonasro, (rei da Etiópia, pai de Aida)                                                | barítono                 |
| Faraó                                                                                  | baixo                    |
| Ramfis, (sumo sacerdote)                                                               | baixo                    |

## Sinopse

### Ato I
O sumo-sacerdote Ramfis faz saber a Radamés, capitão da guarda egípcia, que os etíopes cobiçam o Egito. Depois acrescenta que a deusa Ísis decidiu que deve comandar os exércitos egípcios para defender o seu território e vai ter com o faraó para informar do divino desígnio. Radamés sonha ser o escolhido e idealiza uma volta vitoriosa da batalha para oferecer o seu triunfo à sua amada Aida, escrava da filha do faraó e filha do rei etíope Amonasro. Entra Amneris, filha do faraó, que ao perceber a alegria do general, suspeita que o motivo do estado de ânimo não se dava apenas aos sonhos de glória no campo de batalha. A chegada de Aida, muito afetada pelos rumores de guerra, só faz aumentar as suas dúvidas e alimentar os seus ciúmes: Amneris sabe que o coração de Radamés pertence a outra mulher que, provavelmente, é a sua escrava. No entanto, finge um grande carinho pela jovem escrava etíope quando, na realidade, está cheia de desejos de vingança. Precedido pela sua guarda entra o faraó com Ramfis, os sacerdotes e um grupo de cortesãos. Logo em seguida, aparece um mensageiro que relata como as tropas etíopes, sob o  comando do rei Amonasro, devastam tudo o que encontram no seu caminho e avançam para a capital, Tebas. Ao ouvir o nome do seu pai, Aida deixa escapar uma exclamação que não é ouvida pelos presentes, que ignoram a sua linhagem. O faraó anuncia que a deusa Ísis decidiu que Radamés é o escolhido para comandar as tropas contra o exército invasor. Todos os presentes encorajam o militar e gritam gritos de guerra. Amneris entrega-lhe um estandarte e deseja-lhe uma volta vitoriosa. Saem todos menos Aida que,repetindo as palavras de Amneris, luta entre os seus sentimentos amorosos por Radamés e por seu pai e os seus compatriotas, os quais irão se enfrentar na batalha.
Numa sala do templo de Vulcano: Ouvem-se ao longe cânticos e rituais das sacerdotisas, que invocam a proteção dos deuses. Em cena, Ramfis e a assembleia de sacerdotes vestem Radamés com as armas abençoadas pelos deuses. Todos os presentes pedem ao deus do fogo que proteja o jovem guerreiro. Fim do 1º Ato.

### Ato II
Numa sala nos aposentos de Amneris: A filha do faraó, rodeada pelas suas escravas, prepara-se para uma festa que celebrará a volta triunfal de Radamés, vencedor da batalha contra os etíopes. Um grupo de escravos dançam à sua volta. Depois saem todos, menos Amneris que, na sua ânsia de saber a verdade sobre os sentimentos de Aida, submete a escrava etíope a um maquiavélico plano: quando a escrava entrar nos seus aposentos, ela a engana dizendo que Radamés venceu os etíopes mas morreu em combate. Ao saber da “terrível notícia”, Aida é incapaz de esconder o seu luto e manifesta na frente de sua patroa o seu amor por Radamés. A princesa egípcia então diz a verdade que Radamés continua vivo e que ela também o ama. Além disso, Aida jamais poderá desfrutar do amor do jovem guerreiro porque não passa de uma simples escrava. A princesa etíope consegue dominar-se depois de sentir a tentação de revelar a sua verdadeira linhagem e reconhece que só vive para esse amor. Amneris ameaça-a com uma terrível vingança não prestando atenção às súplicas da sua escrava. Então, ouvem-se os cânticos guerreiros dos soldados egípcios que voltaram da batalha. Sozinha em cena, Aida implora a piedade dos deuses.
Na entrada da cidade egípcia de Tebas, junto ao templo do deus Amon, uma multidão espera a volta dos guerreiros egípcios. Aparece o faraó com o seu cortejo e os sacerdotes. Atrás deles, Amneris com Aida e as suas escravas. O faraó senta-se no seu trono tendo, à sua direita, a sua filha. Depois de um coro de louvor em honra aos deuses e do soberano, uma grande marcha abre a procissão na qual participam os soldados egípcios, seguidos por bailarinos, carros de guerra, estandartes e ídolos. Por fim, Radamés entra em cena. O faraó recebe o jovem e ordena a Amneris que coloque a coroa ao vencedor. Depois diz a Radamés para pedir o que desejar. O militar pede a presença dos prisioneiros, entre os quais encontra-se Amonasro. Ao ver seu pai, Aida não consegue se conter e abraça-o dizendo que é o seu pai. O rei pede para não revelar a sua identidade aos seus inimigos e, às perguntas do faraó, responde que o imperador dos etíopes morreu no campo de batalha. Depois suplica clemência para os vencidos com a ajuda de Aida, das escravas, do povo e do próprio Radamés, que faz saber ao faraó que é a graça que pede pela sua vitória. Apesar da oposição de Amneris, de Ramfis e dos sacerdotes, o faraó concede a vida e a liberdade aos vencidos, mas, por conselho do sumo-sacerdote Ramfis, mantém em seu poder Aida e o seu pai Amonasro. Em seguida, o faraó concede a Radamés, como prêmio pela sua vitória, a mão de Amnéris e num futuro próximo a coroa, surpreendendo o militar e Aida, que ficam consternados. Fim do 2º ato.

### Ato III
Nas margens do rio Nilo, onde se encontra o templo de Ísis: Ao longe ouvem-se os cânticos das sacerdotisas, que estão no templo. Aparecem em cena Ramfis e Amneris, que descem de uma barca e entram no templo sagrado para rezar pelo futuro casamento, cuja cerimônia ocorrerá no dia seguinte. Então entra em cena Aida, que se encontrou com Radamés, lamentando-se de que nunca mais voltará a ver a sua pátria. Aparece então Amonasro que, ciente dos sentimentos de sua filha para com Radamés, lhe faz saber que poderão voltar ao seu país se conseguir que o seu amado lhe diga o caminho secreto que o exército egípcio tomará no seu ataque. Aida nega-se inicialmente, mas a terrível reação de seu pai faz ela mudar de opinião. À chegada de Radamés, Amonasro esconde-se por detrás de umas palmeiras. Acontece então o feliz reencontro dos amantes. Radamés comunica a Aida que rapidamente estará, outra vez, à frente dos seus exércitos, uma vez que a luta com os etíopes reacendeu. Certo da sua vitória, o militar declara a sua intenção de pedir como recompensa a liberdade e a mão de Aida. A escrava manifesta a sua desconfiança em que semelhante plano possa acontecer e convence o amado de que a fuga para a Etiópia é a melhor solução pros dois. Depois pergunta-lhe qual é o caminho que terão de tomar para evitar o exército egípcio. O seu amante, confiante, revela-lhe que as tropas atacarão a Etiópia na garganta de Nápata. Subitamente, Amonasro abandona o seu esconderijo e aparece diante Radamés, que ele percebe que traiu a sua pátria involuntariamente, pelo amor de Aida. Amonasro e a sua filha tentam convencê-lo de que não é o culpado e tentam convencê-lo a fugir com eles. Sai então do templo Amneris, seguida por Ramfis e pelos guardas do templo, que acusa Radamés de traição. O rei etíope tenta matar Amneris com um punhal, mas Radamés interpõe-se. Amonasro e Aida conseguem fugir, enquanto o militar egípcio se entrega ao sumo-sacerdote. Fim do 3º ato.

### Ato IV
Numa sala do palácio do faraó perto da cela de Radamés e da sala de julgamento: Amneris, ainda apaixonada por Radamés apesar de este ter tentado fugir com a escrava, ordena que o preso seja conduzido à sua presença. A filha do faraó tenta convencê-lo a pedir clemência das acusações que lhe são imputadas, mas o militar nega-se. A princesa egípcia comunica-lhe então que Aida ainda está viva, ao que Radamés responde que está confiante de que sua amada consiga voltar à sua pátria. Desesperada, Amneris faz-lhe uma última proposta: promete libertá-lo se ele jurar que nunca mais verá Aida, mas Radamés sai, sendo levado para a sala do julgamento.
A partir de um local distante, assiste desesperada ao interrogatório. Radamés não responde às acusações proferidas por Ramfis e pelos sacerdotes e é condenado à pena de morte reservada aos traidores da pátria: ser enterrado vivo. A princesa egípcia, louca de desespero, amaldiçoa os sacerdotes.
O cenário aparece agora dividido em dois planos. No superior aparece o interior do templo de Vulcano. Em baixo, a cripta onde Radamés aparece vivo. Radamés se despede da vida e da sua amada para sempre, e então aparece Aida, que conseguiu entrar no túmulo para morrer ao seu lado. A escrava encontra a morte nos braços do seu amado enquanto Amneris reza por Radamés no templo. Ao longe soam os cânticos dos sacerdotes. Fim do 4º ato.

## Orquestração
- 1 corne inglês
- 1 clarinete baixo
- 2 clarinetes
- 2 fagotes
- 2 harpas
- 2 trompetes
- 2 oboés
- 3 flautas
- 3 flautins
- 3 trombones
- 4 trompas
- Instr. de cordas: violinos (primeiros e segundos), violas, violoncelos e contrabaixos.
- Instr. de percussão: gongo, par de pratos, tambor, timbale e triângulo.

## Passagens musicais famosas

### Ato I
- Celeste Aida, romanza Radamès
- Ritorna vincitor!, romanza di Aida
- Nume, custode e vindice, finale concertato

### Ato II
- Danza dei piccoli schiavi mori, ballo degli schiavi di Amneris
- Fu la sorte dell'armi, scena e duetto di Amneris e Aida
- Gloria all'Egitto, coro, marcia trionfale e ballabile

### Ato III
- Qui Radamès verrà!… O cieli azzurri, romanza di Aida
- Rivedrai le foreste imbalsamate, duetto di Amonasro e Aida
- Pur ti riveggo, mia dolce Aida, duetto di Radamès e Aida

### Ato IV
- L'abborrita rivale a me sfuggìa… Già i sacerdoti adunansi, scena e duetto di Amneris e Radamès
- Ohimè, morir mi sento, scena del giudizio: Amneris, Ramfis e Sacerdoti
- La fatal pietra sovra me si chiuse… O terra, addio, scena e duetto di Radamès e Aida

## Curiosidades
- A música da ópera também é o tema de abertura do jogo de computador Victoria: An Empire Under the Sun,[1] da Paradox Interactive.[2][3]
- No Rio de Janeiro foi encenada a ópera no Sambódromo do Rio de Janeiro numa tentativa de popularizar o estilo, porém muitos puristas admiradores do género foram contra a tentativa de exibição criticando a estrutura do local e o problema de sonorização que não é ambientado num teatro e mesmo a sonorização local era abafada pelo trânsito do local e inclusive nos desfiles das escolas de samba há este problema de acústica[carece de fontes?].
- Dom Pedro II cita em seu diário de viagens a seguinte fala:"Em 10bro(outubro) vão cantar a nova ópera de Verdi aída,assunto da época de Ramessés II e cujo cenário, vestuário e mais acessórios foram feitos em Paris sob a direção de Maritte.Procurei com empenho vê-los,sobretudo por causa de um cenário que representa edifícios de madeira desses tempos,os quais maritte disse-me serem de arquitetura graciosa e semelhante a arábica, mas tudo as achava ainda hermeticamente fechado e o diretor da ópera Dvanet bey,que outrora foi boticário e, segundo maritte manipula as belas artes como se fossem drogas,nada pôde fazer.

{os diários de dom Pedro II no Egito,Júlio gralha}